# Bryopsida
Classe
Les Bryopsida (Bryopsidées) sont une classe de mousses du sous-embranchement des Musci. 

## Sous-classes selon la morphologie
Les bryologues distinguent principalement, selon la disposition du sporophyte sur le gamétophyte, trois sous-classes : les mousses acrocarpes (akros sommet, et carpos fruit) dont le sporophyte est terminal (polytric, funaire (en), Mnium (en), Leucobryum…) ; les mousses pleurocarpes (pleuros côté) dont les sporophytes sont disposés latéralement sur l'axe feuillé (Hypnum…) et les mousses cladocarpes (klados  branche) donc le sporophyte est inséré sur un très court rameau latéral (Cryphaea (en), Fontinalis (en)…).

## Liste des sous-classes et ordres
sous-classe Buxbaumiidae
- ordre Buxbaumiales

sous-classe Diphysciidae
- ordre Diphysciales

sous-classe Timmiidae
- ordre Timmiales

sous-classe Funariidae
- ordre Encalyptales
- ordre Funariales
- ordre Gigaspermales

sous-classe Dicranidae
- ordre Archidiales
- ordre Bryoxiphiales
- ordre Dicranales
- ordre Grimmiales
- ordre Pottiales
- ordre Scouleriales

sous-classe Bryidae
Bryanae
- ordre Bartramiales
- ordre Bryales
- ordre Hedwigiales
- ordre Orthotrichales
- ordre Rhizogoniales
- ordre Splachnales

Hypnanae
- ordre Hypopterygiales
- ordre Hookeriales
- ordre Hypnales
- ordre Hypnodendrales
- ordre Ptychomniales